# Semaeopus fassli
Semaeopus fassli là một loài bướm đêm trong họ Geometridae.